# Буркіні

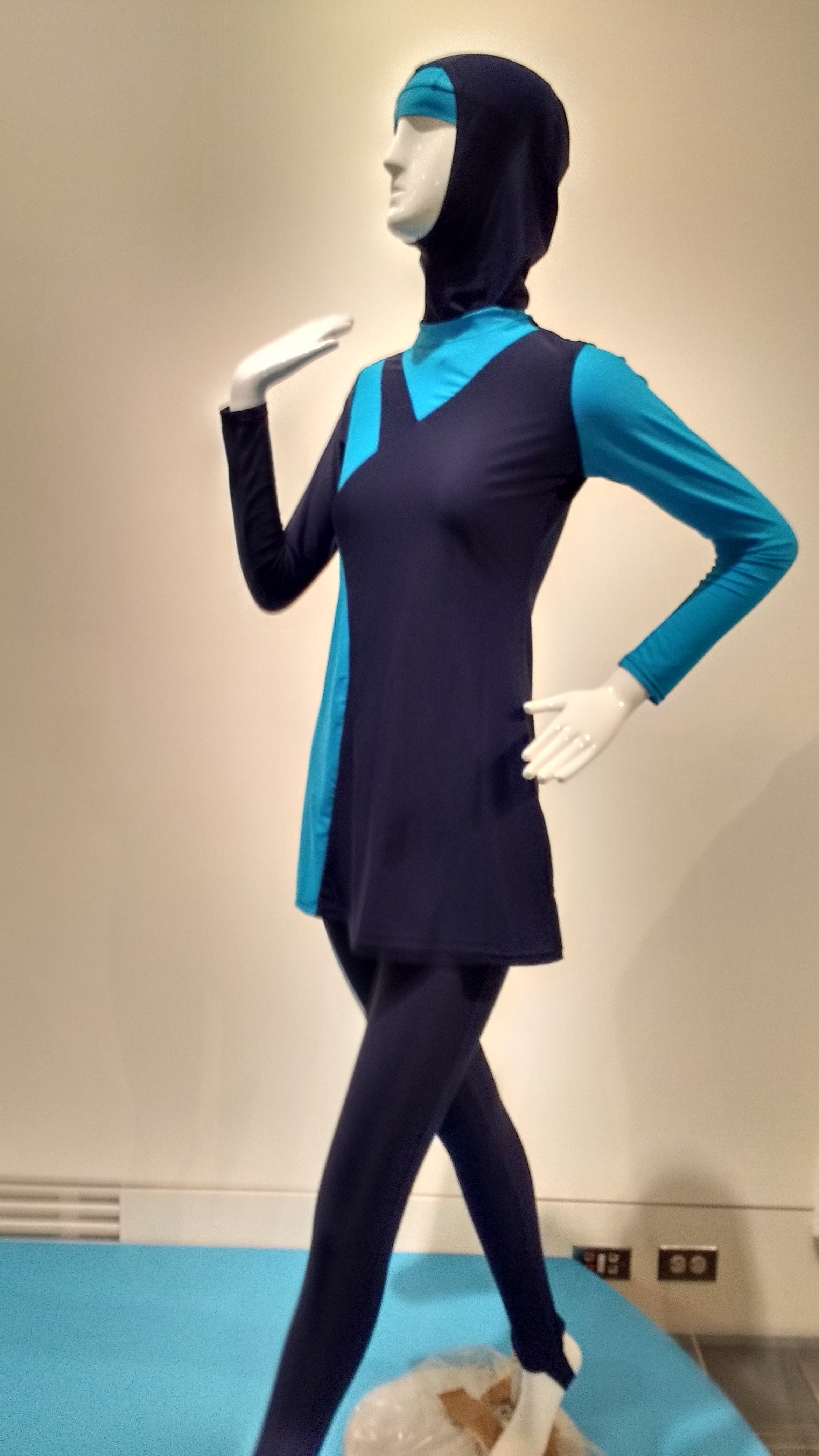
Синій буркіні

Буркі́ні — жіночій купальник, створений спеціально для мусульманок. Нагадує піжаму та гідрокостюм, закриває все тіло, крім обличчя, рук і ніг, для збереження мусульманської скромності, є досить вільним і легким, щоб дозволити плавати (на відміну від гідрокостюму не містить каучук). Має чіпець для волосся, що прикріплений до коміра. Такий купальник став розв'язанням проблеми мусульманок, які хочуть плавати, але відчувають незручності через «розкриття» тіла в інших купальних костюмах (бікіні тощо).
Автором є австралійка ліванського походження Ахеда Занетті (англ. Aheda Zanetti).
Буркіні є зареєстрованою торговельною маркою.

## Походження терміна
Термін «буркіні» створено від слів «бурка» (англ. burqa) та «бікіні».